# Petaure del sucre
El petaure del sucre (Petaurus breviceps) pertany a un dels grups més antics dintre dels mamífers. Els petaures són animals nocturns i de costums arborícoles que s'inclouen en la mateixa subclasse dels marsupials.
Un petaure esquirol adult fa entre 13 i 18 cm des de la punta del morro a la base de la cua, la qual al seu torn és tan llarga com el cos. Els mascles solen ser una mica més grossos i pesants que les femelles (115 - 160 g pels mascles i 100 - 130 g per a les femelles). Si se'ls cuida adequadament poden viure de 8 a 15 anys, essent lo més normal 10 - 12 anys. El petaure esquirol és, valgui la redundància, un animal molt semblant als esquirols voladors. Tenen el cap curt amb un morro de color rosa, amb grans ulls i orelles. La seva cua és gairebé tan llarga com el cos i està coberta per abundant pèl.
Posseeixen una membrana a cada costat del cos que va des del cinquè dit de la mà fins al polze del peu que es denomina patagi. Aquesta membrana permet als petaures portar a terme una de les seves sorprenents capacitats. Poden planejar més de 50 m d'una branca d'un arbre a una altra, valent-se del patagi i de la cua per a dirigir-se. Els petaures també compten amb polzes oposats.
El seu color de fons és gris platejat, amb una banda negra que va des del morro a la base de la cua. La zona ventral és de color blanc brut. Els ulls estan envoltats per un antifaç fosc. Les orelles i la seva base també estan perfilades en negre. El color dels petaures salvatges és marró a causa del fet que s'impregnen amb les restes de saba dels arbres i plantes a l'interior dels troncs dels quals dorm. Quan se'ls manté en captivitat recuperen el seu color gris original al mudar. Compten amb 2 glàndules que s'encarreguen de produir una substància fortament olorosa amb la qual el mascle dominant del grup marca el seu territori, objectes i membres del grup. Una d'elles està situada a la part superior del cap i l'altra a la regió ventral del coll, després de la barbeta.
Hi ha descrites 7 subespècies de petaure esquirol i actualment ja hi ha animals albins disponibles. En la naturalesa viuen en grups de 6 a 10 individus, dormen en forats dels arbres o en nius formats per la vegetació i s'alimenten de pol·len, nèctar, insectes, fruita, mel i saba d'alguns arbres com l'acàcia o l'eucaliptus. Són originaris dels boscos de l'est i del sud d'Austràlia, a més a més de Nova Guinea.